# HamsterDB
HamsterDB — система керування базами даних в стилі noSQL, в першу чергу орієнтована для вбудовування в застосування функцій постійного зберігання або кешування записів, але підтримує роботу також і в режимі відокремленої NoSQL БД з доступом по мережі.  Код проекту написаний на мові C++ і поставляється під ліцензією GPLv2+ з виключенням для можливості зв'язування з проектами під несумісними з GPL ліцензіями (Apache, BSD, Zlib тощо).  Біндінг для використання HamsterDB доступні для мов C/C++, Python, .NET, Java, Erlang і Ada.
Серед особливостей HamsterDB можна відзначити
- підтримку транзакцій,
- наявність засобів для відновлення та ведення журналу змін,
- можливість зберігання дубльованих ключів (у тому числі в відсортованому вигляді),
- дуже швидку реалізацію курсора для переміщення по записах,
- можливість часткового читання і запису даних,
- підтримку роботи як в ролі постійного сховища, так і в ролі збереженої в оперативній пам'яті БД (In-Memory DB).

Формат файлу з БД не прив'язаний до архітектурних особливостей процесорів і може використовуватися без змін на різних платформах, включаючи x86, x64, PowerPC, SPARC, ARM і RISC.
Записи зберігаються у вигляді відсортованого дерева B+Tree, котре підтримує ключі змінної довжини.  Використовувані в HamsterDB алгоритми та структури даних оптимізовані для гарантованого досягнення високої продуктивності для всіх можливих сценаріїв застосування.  Наприклад, по можливості мінімізуються операції доступу до диска і звернення до системних викликів, структури даних реалізовані з урахуванням особливості роботи кешу в сучасних CPU, для оптимізації повільного вводу/виводу використовується кешування в пам'яті.  Завдяки використанню 64-розрядних вказівників, розмір файлів з базою практично не обмежений.
Для логічного поділу баз в HamsterDB використовується поняття оточень, які дозволяють зберігати кілька різних БД в одному файлі.  HamsterDB може використовуватися як у вигляді зв'язаної з застосунком бібліотеки (не вимагає додаткових залежностей), так і у формі сервера.  Сервер HamsterDB базується на використанні невеликого http-сервера, який може запускатися окремо або вбудовуватися в застосунки.  Доступні засоби для тонкої настройки і тюнінгу БД (розмір кешу, ключів, сторінок тощо).
HamsterDB можна розглядати як стабільний і зрілий проект, який розвивається з 2004 року.  Для тестування якості коду створено більше 45000 перевірок і 1800 unit-тестів.  HamsterDB активно використовується у багатьох популярних десктоп-застосунках, вбудованих пристроях, телефонах і навіть в хмарних системах.